# Prima Categoria ULIC 1930-1931
La Prima Categoria ULIC 1930-1931 fu la massima serie dei tornei locali di calcio organizzati dall'ULIC.

## Eliminatorie regionali

### Piemonte

#### Squadre partecipanti
- Campione di Vercelli.
- Campione di Biella.
- Campione di Casale.
- Campione di Novara.
- Campione di Asti.
- Campione di Alessandria.
- Campione di Tortona.
- Campione di Chivasso.
- Campione di Aosta.
- Campione di Torino Nord.
- Campione di Avigliana.
- Campione di Torino.
- Campione di Pinerolo.
- Campione di Cirié.
- Campione di Mortara.
- Campione di Omegna.

Verdetti
- U.S. Vanchiglia di Torino qualificato alle semifinali interregionali.

### Lombardia

#### Squadre partecipanti
- Campione di Abbiategrasso.
- Campione di Barbianello.
- Campione di Bergamo.
- Campione di Brescia.
- Campione di Busto Arsizio.
- Campione di Como.
- Campione di Cremona.
- Campione di Gallarate.
- Campione di Lecco.
- Campione di Legnano.
- Campione di Lodi.
- Campione di Milano.
- Campione di Melzo.
- Campione di Monza.
- Campione di Pavia.
- Campione di Piacenza.
- Campione di Seregno.
- Campione di Treviglio.
- Campione di Varese.
- Campione di Voghera.

#### Verdetti
- Robur Pro Piacenza di Piacenza qualificato alle semifinali interregionali.

### Liguria

#### Squadre partecipanti
- Campione di Savona.
- Campione di Oneglia.
- Campione di Genova.
- Campione di Sestri Levante.
- Campione di La Spezia.
- Campione di Sanremo.
- Campione di Genova-Sampierdarena.
- Campione di Albenga.
- Campione di Ferrania.
- Campione di Genova-Pegli.

#### Verdetti
- S.M.S. Sarzano di Genova qualificato alle semifinali interregionali.

### Toscana

#### Squadre partecipanti
- Campione di Massa.
- Campione di Viareggio.
- Campione di Lucca.
- Campione di Livorno.
- Campione di Pisa.
- Campione di Carrara.
- Campione di Prato.
- Campione di Pistoia.
- Campione di Pontedera.
- Campione di Firenze.
- Campione di Arezzo.

Verdetti
- G.S. Agliana di San Pietro Agliana qualificato alle semifinali interregionali.

### Veneto

#### Squadre partecipanti
- Campione di Belluno.
- Campione di Treviso.
- Campione di Venezia.
- Campione di San Donà.
- Campione di Padova.
- Campione di Schio.
- Campione di Dolo.
- Campione di Vicenza.
- Campione di Verona.
- Campione di Rovigo.
- Campione di Bassano.

Verdetti
- U.S. Malo di Malo qualificato alle semifinali interregionali.

### Emilia

#### Squadre partecipanti
- Campione di Ferrara.
- Campione di Parma.
- Campione di Reggio Emilia.
- Campione di Bologna.
- Campione di Modena.
- Campione di Faenza.
- Campione di Forlì.
- Campione di Cesena.
- Campione di Rimini.
- Campione di Ravenna.
- Campione di Fidenza.
- Campione di Mantova.

Verdetti
- Pro Calcio di Modena qualificato alle semifinali interregionali.

### Venezia Giulia

#### Squadre partecipanti
- Campione di Trieste.
- Campione di Pola.
- Campione di Fiume.
- Campione di Gorizia.
- Campione di Udine.
- Campione di Monfalcone.

Verdetti
- C.S.C. Stuparich di Muggia qualificato alle semifinali interregionali.

### Umbria

#### Squadre partecipanti
- Campione di Foligno.
- Campione di Terni.

Verdetti
- S.S. Ideale di Terni qualificato alle semifinali interregionali.

### Marche

#### Squadre partecipanti
- Campione di Ancona.
- Campione di Urbino.
- Campione di San Benedetto del Tronto.

Verdetti
- S.S. Matelica di Matelica qualificato alle semifinali interregionali.

### Sardegna

#### Squadre partecipanti
- Campione di Iglesias.
- Campione di Cagliari.
- Campione di Terranova.

Verdetti
- G.S. Aurora di Cagliari qualificato alle semifinali interregionali.

### Lazio

#### Squadre partecipanti
- Campione di Roma.
- Campione di Frascati.
- Campione di Viterbo.
- Campione di Civitavecchia.

Verdetti
- G.C. Civitavecchia di Civitavecchia qualificato alle semifinali interregionali.

### Campania

#### Squadre partecipanti
- Campione di Salerno.
- Campione di Torre del Greco.
- Campione Flegreo.
- Campione di Caserta.
- Campione di Ischia.
- Campione di Nola.
- Campione di Napoli.
- Campione di Frattamaggiore.
- Campione di Scafati.

Verdetti
- A.S. Zona Franca di Napoli qualificato alle semifinali interregionali.

### Puglie

#### Squadre partecipanti
- Campione di Molfetta.
- Campione di Bari.
- Campione di Taranto.
- Campione di Bisceglie.
- Campione di Lecce.
- Campione di Brindisi.

Verdetti
- U.S. Portuaria di Bari qualificato alle semifinali interregionali.

### Sicilia

#### Squadre partecipanti
- Campione di Siracusa.
- Campione di Messina.
- Campione di Palermo.
- Campione di Termini Imerese.
- Campione di Patti.
- Campione di Catania.
- Campione di Agrigento.

Verdetti
- S.S. Agrigento di Agrigento qualificato alle semifinali interregionali.

### Calabria

#### Squadre partecipanti
- Campione di Catanzaro.
- Campione di Crotone.
- Campione di Cosenza.
- Campione di Nicastro.
- Campione di Reggio Calabria.

Verdetti
- A.S. Dominante di Reggio Calabria qualificato alle semifinali interregionali.

### Dalmazia
Unica partecipante la S.G. Zara.
Verdetti
- S.G. Zara di Zara qualificato alle semifinali interregionali.

## Semifinali interregionali

### I gruppo

#### Squadre partecipanti
- U.S. Vanchiglia di Torino - campione del Piemonte.
- Robur Pro Piacenza di Piacenza - campione della Lombardia.
- U.S. Malo di Malo - campione del Veneto.
- C.S.C. Stuparich di Muggia - campione della Venezia Giulia.

Verdetti
- Robur Pro Piacenza di Piacenza qualificato alla finale.

### II gruppo
Partecipanti
- M.S. Sarzano di Genova - campione di Liguria.
- Pro Calcio di Modena - campione dell'Emilia.
- G.S. Agliana di San Pietro Agliana - campione di Toscana.
- S.S. Ideale di Terni - campione di Umbria.
- G.S. Aurora di Cagliari - campione di Sardegna.

Verdetti
- Pro Calcio di Modena qualificato alla finale.

### III gruppo
Partecipanti
- S.S. Matelica di Matelica - campione delle Marche.
- G.C. Civitavecchiese di Civitavecchia - campione del Lazio.
- A.S. Zona Franca di Napoli - campione di Campania.
- S.G. Zara - campione di Dalmazia.

Verdetti
- S.G. Zara di Zara qualificato alla finale.

### IV gruppo
Partecipanti
- U.S. Portuaria di Bari - Campione delle Puglie.
- S.S. Agrigento di Agrigento - Campione di Sicilia.
- A.S. Dominante di Reggio Calabria - Campione di Calabria.

Verdetti
- A.S. Agrigento di Agrigento qualificato alla finale.

## Finale
Semifinali
- I gruppo: Robur Pro Piacenza (Piacenza) vs. Pro Calcio (Modena). Vincente: Pro Calcio (Modena).
- II gruppo: S.G. Zara (Zara) vs. A.S. Agrigento (Agrigento): vittoria 1-0 per lo Zara ad Agrigento, vittoria dell'Agrigento nel ritorno a Zara, nello spareggio a Foligno lo Zara si impose 8-4. Vincente: S.G. Zara (Zara).

Finale
- 12/19 luglio 1931: Pro Calcio (Modena) vs. S.G. Zara (Zara): 2-0 tav./3-0. Vincente: Pro Calcio (Modena).

Nota
- La gara di andata si disputò a Zara il 12 luglio 1931. All'87' lo Zara stava vincendo 2-1 quando l'arbitro concesse un rigore alla Pro Calcio:  il rigore fu parato dal portiere zaratino e il pubblico dello Zara invase il campo per complimentarsi con il proprio portiere. L'arbitro interpretò tale gesto come invasione in campo e sospese la partita, che non riprese più nonostante i tentativi di spiegazioni degli zaratini, che volevano solo complimentarsi con il portiere per il rigore parato. Il C.C.D. dell'ULIC assegnò la vittoria a tavolino per 2-0 alla Pro Calcio per l'invasione di campo. Nel ritorno a Modena la Pro Calcio si impose facilmente per 3-0 grazie a due espulsioni che ridussero lo Zara in 9 e al fatto che due giocatori importanti dello Zara furono costretti a saltare l'incontro per malattia.

Verdetti
- Pro Calcio di Modena campione ULIC di Prima Categoria.